# Dr. Cooks Ankomst
Dr. Cooks Ankomst er en dansk stum nyhedsfilm fra 1909 produceret af Nordisk Films Kompagni. Filmen dokumenterer ankomsten af den amerikanske polarforsker Dr. Frederick Cook til København.

## Handling
Grønlandsskibet "Hans Egede" sejler ind i Københavns Havn den 5. september 1909 og lægger til ved Toldboden. Dr. Frederic Cook (1865-1940) og andre ekspeditionsdeltagere ses på dækket. Han fik en heltemodtagelse som første menneske på Nordpolen, blev modtaget af kongen, lod sig hylde fra Det Kongelige Søkort-Arkivs balkon og blev æresdoktor ved Københavns Universitet. Blot et par dage efter blev der sået der tvivl om bedriften, og i december afviste universitet aldeles Cooks dokumentation. I et klip ses den senere berømte filminstruktør Carl Th. Dreyer i rollen som reporter.